# Tommy Johansson (kolarz)
Tommy Johansson (ur. 22 marca 1971) – szwedzki kolarz górski, srebrny medalista mistrzostw świata i Europy.

## Kariera
Pierwszy sukces w karierze Tommy Johansson osiągnął w 1994 roku, kiedy podczas mistrzostw świata w Vail zdobył srebrny medal w downhillu. W zawodach tych wyprzedził go jedynie Francuz François Gachet, a trzecie miejsce zajął Włoch Corrado Hérin. W tym samym roku drugie miejsce w tej konkurencji zajął również podczas mistrzostw Europy w Métabief, gdzie uległ tylko Nicolasowi Vouillozowi z Francji. Ponadto wielokrotnie zdobywał tytuł mistrza Szwecji w kolarstwie górskim, w tym trzy w downhillu, jeden w cross-country i jeden w four-crossie. Nigdy nie wystąpił na igrzyskach olimpijskich. 